# Mickaël Pascal
Mickaël Pascal (né le 11 octobre 1979) est un coureur cycliste français, spécialisé en VTT de descente. Champion du monde junior en 1997, il a été quatre fois médaillé de cette discipline en championnats du monde élites et champion de France en 2008 et 2011.

## Palmarès

### Championnats du monde
- Château-d'Œx 1997
  -  Champion du monde de descente juniors
- Mont Sainte-Anne 1998
  -  Médaillé de bronze de la descente
- Åre 1999
  -  Médaillé d'argent de la descente
- Sierra Nevada 2000
  -  Médaillé de bronze de la descente
- Lugano 2003
  -  Médaillé d'argent de la descente
- Champéry 2011
  - 5e de la descente

### Coupe du monde
Coupe du monde de descente
5e en 1998
4e en 1999
5e en 2000
3e en 2001 (vainqueur de deux manches)
4e en 2002
2e en 2003
5e en 2004
8e en 2005

### Championnats d'Europe
- 2003
  -  Médaillé d'argent de la descente

### Championnats nationaux
- Champion de France de descente en 2008 et 2011